# Fähre Westerhüsen

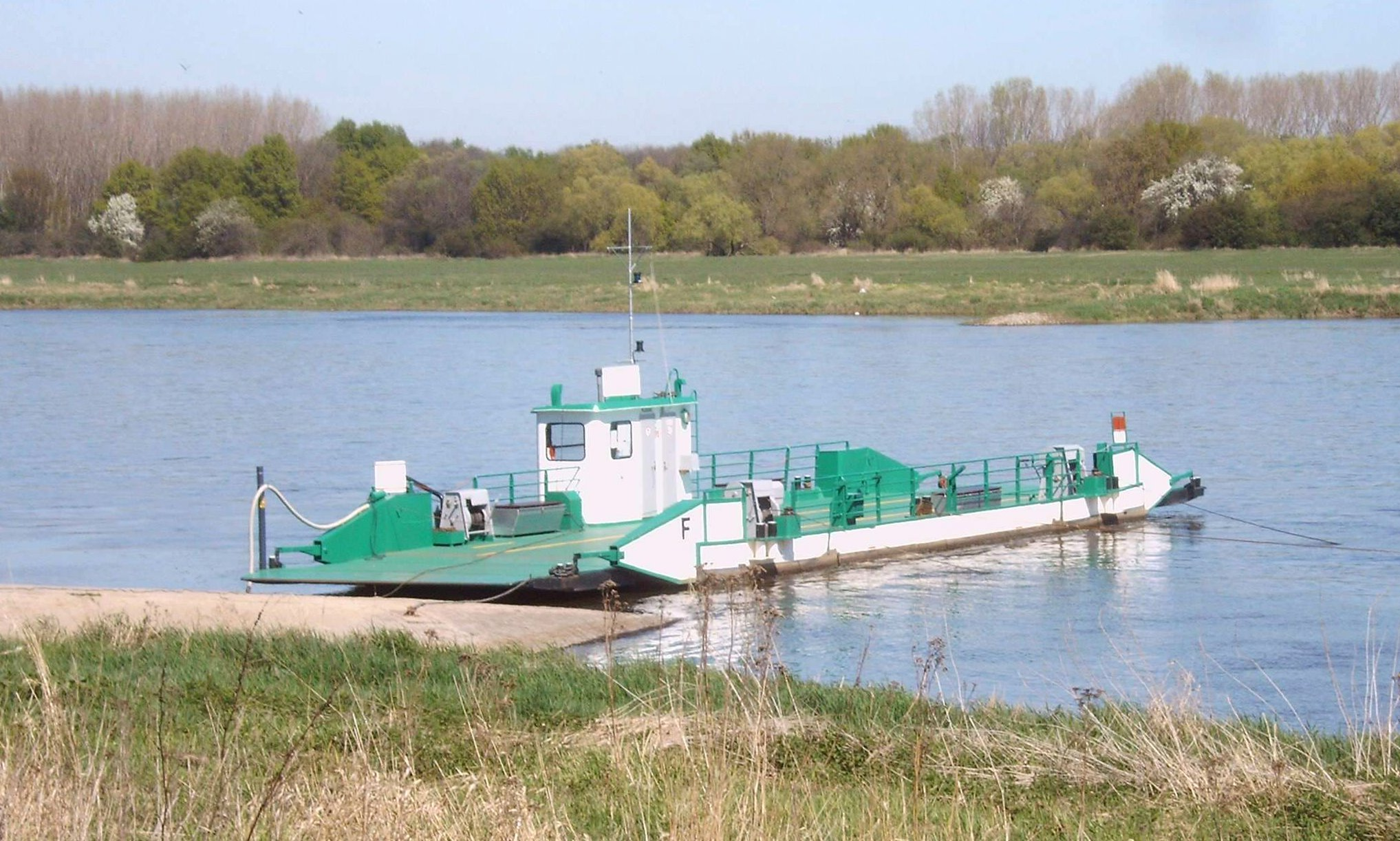
Fähre Westerhüsen, am Westufer liegend

Die Fähre Westerhüsen ist eine Gierfähre über die Elbe in Magdeburg.

## Lage
Die von den Magdeburger Verkehrsbetrieben (MVB) betriebene Fähre verbindet von Ende März bis Ende Oktober die Stadtteile Westerhüsen (links der Elbe) und Randau-Calenberge (rechts der Elbe). Während der Ortskern von Westerhüsen direkt am Fluss liegt, befinden sich auf der Randauer Seite ausgedehnte Wiesen. Die feste Fährstation liegt daher in Westerhüsen. Für die Fähre gelten die auch für Busse und Straßenbahnen in Magdeburg üblichen Fahrkarten.

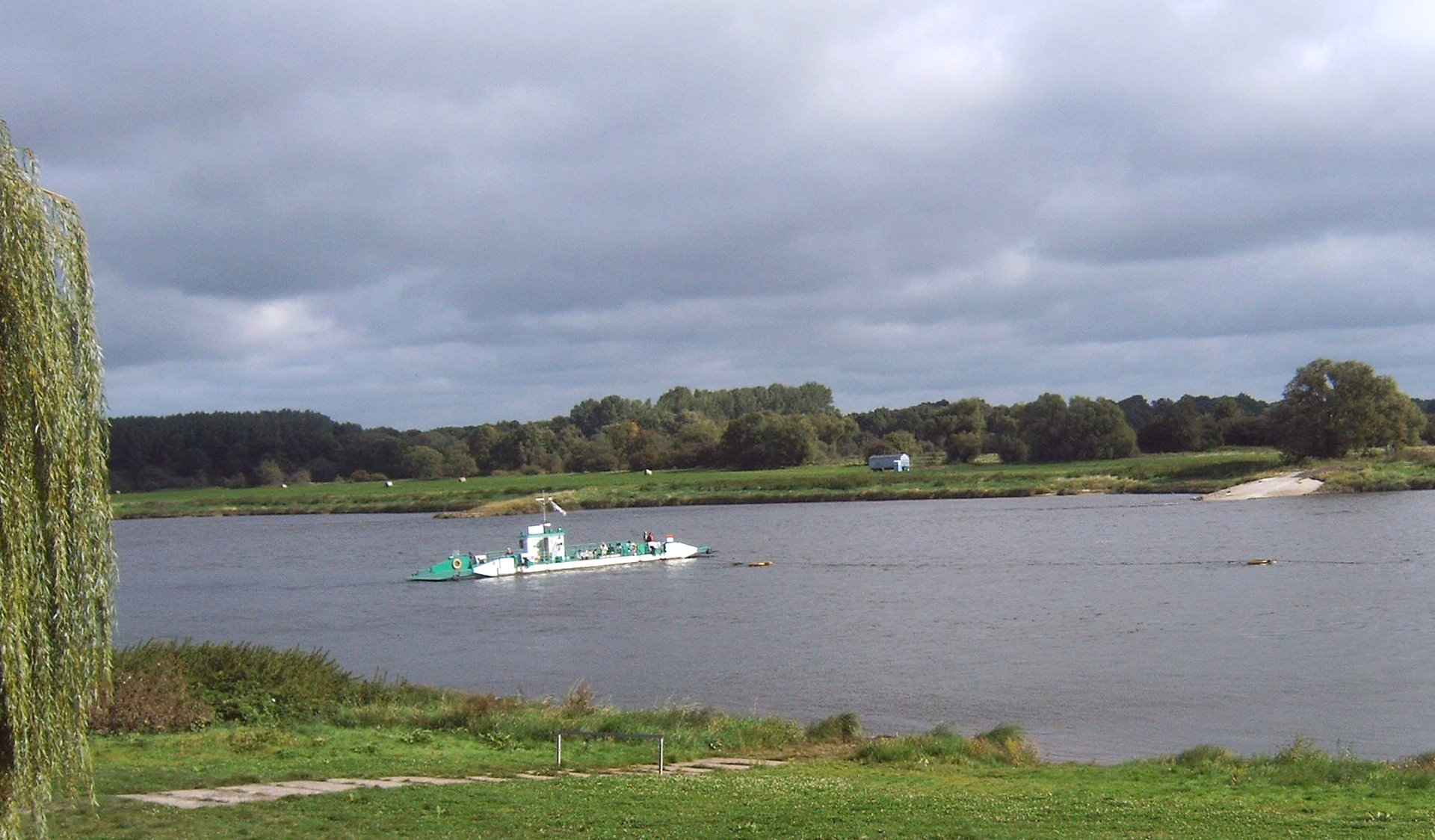
Rechts ist das stromaufführende Befestigungsseil zu sehen

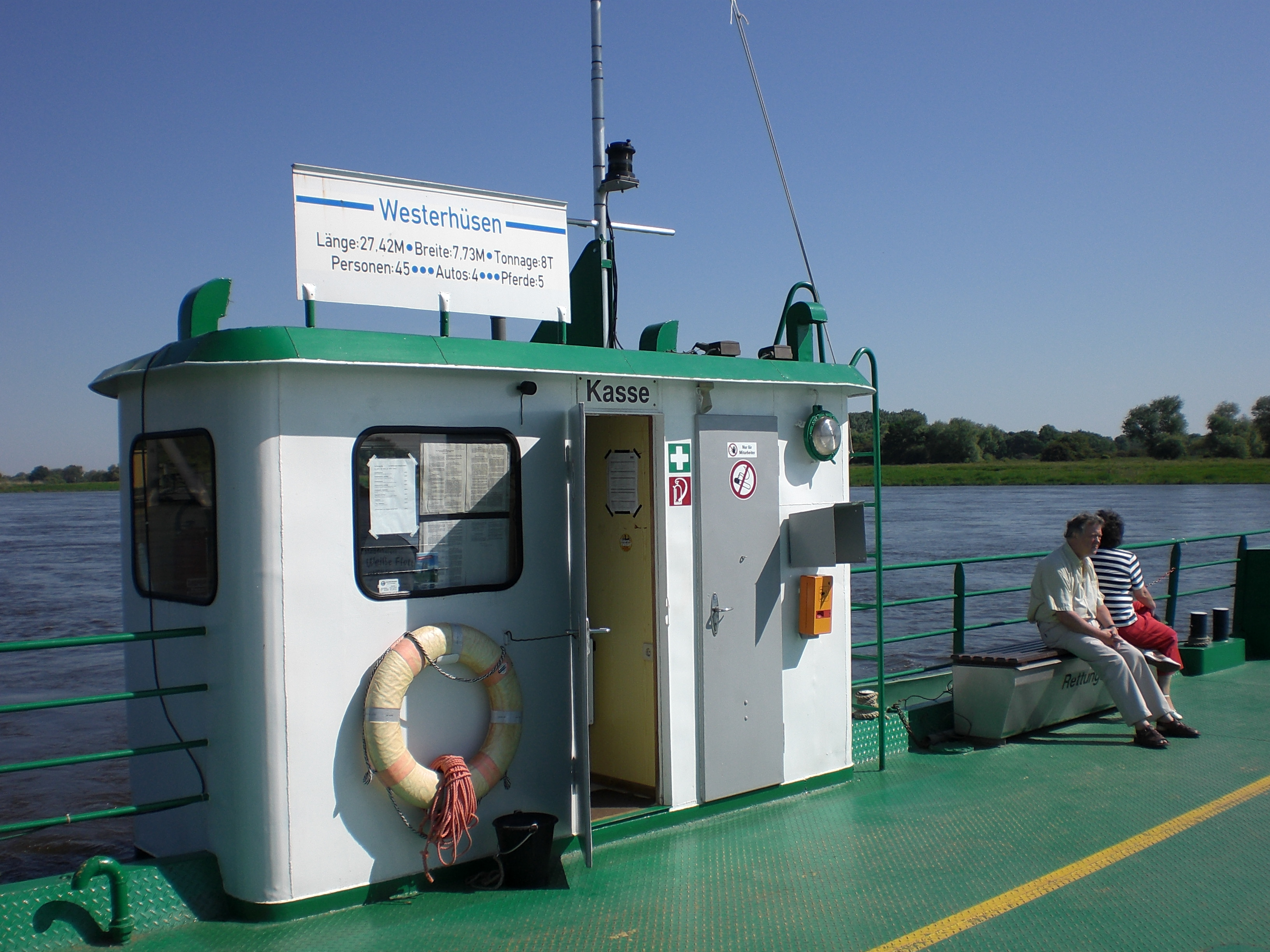
Führerhaus der Fähre – im Hintergrund die Kreuzhorst

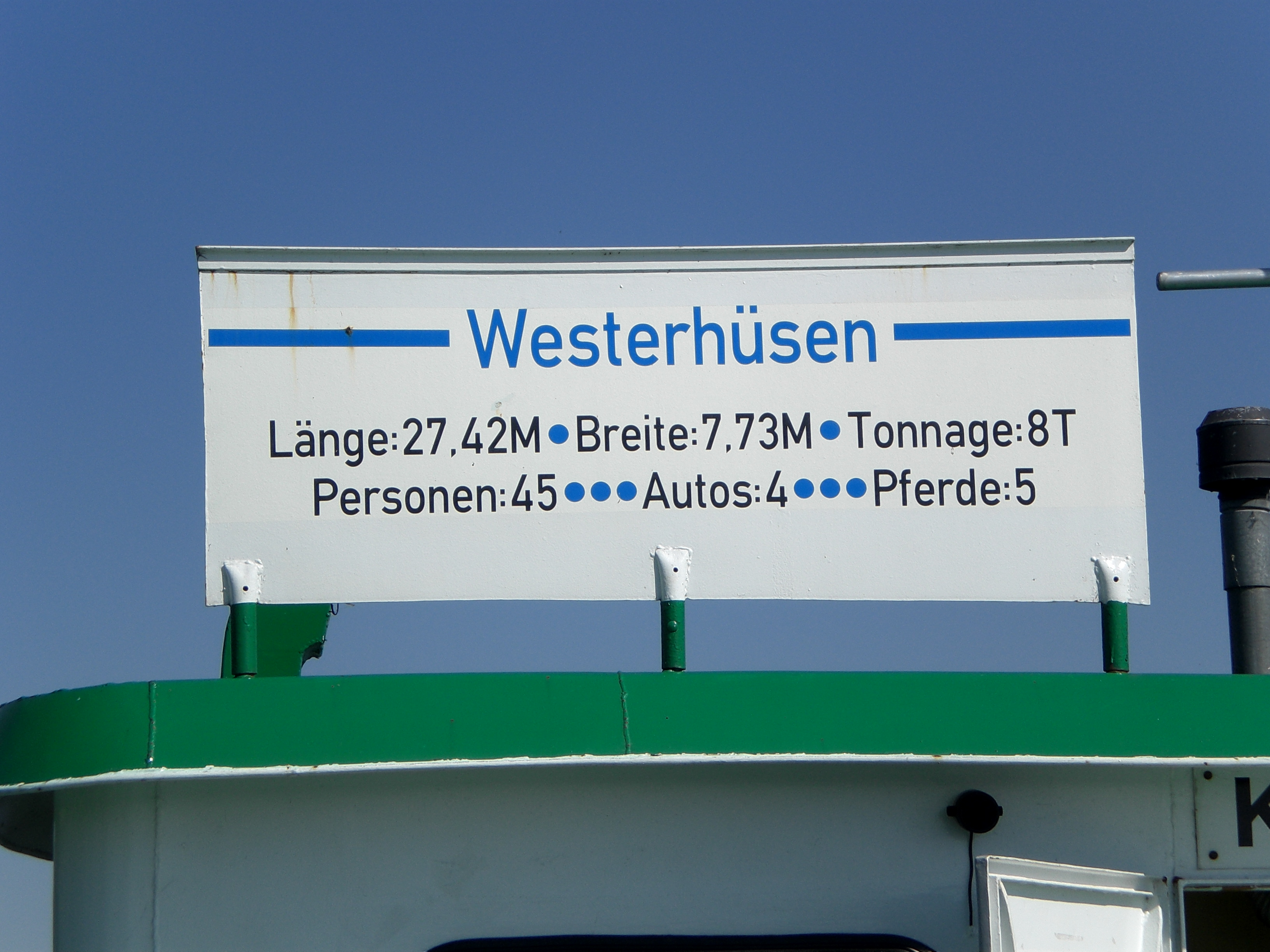
Schild auf der Fähre

## Funktion
Die Bauart als Gierfähre führt dazu, dass die Fähre ohne Motor auskommt. Sie ist mittels eines Seils etwas stromauf fest im Untergrund verankert. Je nach Stellung des Schiffs wird die Fähre von der Strömung zum rechten oder linken Ufer getrieben.
Die Fähre ist auch für den Transport von Kraftwagen geeignet. Da sich auf der Randauer Seite aber nur unbefestigte Feldwege befinden, findet kein nennenswerter Kraftfahrzeugverkehr über die Fähre statt. Die Fähre wird vor allem von Radfahrern und Wanderern genutzt. An der Fähre vorbei führt der Elberadweg als Fernradweg.

## Technische Daten des Fährschiffs
Das derzeit (Stand 2010) eingesetzte Fährboot hat eine Länge von 27,42 m und eine Breite von 7,73 m. Die Tonnage beträgt 8 t. Die Fähre ist für 45 Personen oder 4 Autos oder 5 Pferde zugelassen.

## Geschichte
Schon im 16. Jahrhundert wird in überlieferten Berichten das Bestehen einer Fähre in Westerhüsen erwähnt, die im Zusammenhang mit dem Umschlag von Salz der Pfänner aus Staßfurt und Sohlen stand. Hier dürfte ein Zusammenhang mit dem etwas weiter südlich der heutigen Fährstelle auf der Wahlwiese bei Pötritz ursprünglich gelegenen Umschlagplatz bestehen.
Während die Fähre Westerhüsen den privaten und landwirtschaftlichen Verkehr der Bevölkerung abwickelte, bediente die ortsveränderlich eingesetzte Klosterfähre des weiter nördlich gelegenen Klosterguts Salbke vor allem den Bedarf des Klosterguts. Die trotzdem bestehende Konkurrenz war häufiger Anlass für Streit zwischen den Orten um Pachtgebühren und Nutzungsverträge. Beide Fähren dienten allerdings kaum dem Fernverkehr von Händlern. Diese überquerten weiter flussabwärts in Magdeburg über den Klusdamm die Elbe und ihre Nebenarme. Von Bedeutung war die Fähre Westerhüsen vor allem für die örtliche Landwirtschaft. Die Westerhüsener Bauern bewirtschafteten auch die ostelbisch gelegenen, damals teilweise auch zur Gemarkung von Westerhüsen gehörenden Elbwiesen als Weiden. So mussten regelmäßig Tiere, Heu, Hirten, aber auch Holz über die Elbe gesetzt werden.
Für die Zeit um 1600 ist als Fährmeister der Holzförster des Holzwerders Moritz Sangerhausen überliefert. Sein Nachfolger als Förster Peter Voigt wollte ihm auch die Fähre abkaufen, was ihm Sangerhausen wohl aber missgönnte. Sangerhausen soll die Fähre stattdessen auf Land gezogen haben, wo sie austrocknete und verrottete. Voigt kaufte dann aber selbst ein Fährschiff, mit dem er den Fährbetrieb aufnahm. Dieses Boot wurde Arche genannt. Es war am Heck breit und lief zum Bug spitz zu, so dass Fuhrwerke auch nach hinten wieder herunterfahren mussten. Im Jahr 1631 soll Voigt dann jedoch nach Magdeburg gezogen und bei der Zerstörung der Stadt im Jahr 1631 ums Leben gekommen sein. Nach anderen Angaben übernahm ein Peter Voigt die Försterstelle Sangerhausens jedoch erst 1632.
Belegt ist, dass im Dreißigjährigen Krieg der Feldherr Tilly am 6. Mai 1631 seine Truppen über die Fähre in Westerhüsen über die Elbe setzte. Die Fähre wurde im Rahmen des Schlagens einer aus der Fähre und Fischerbooten bestehende Schiffsbrücke genutzt, die beide Ufer der Elbe verband. Die Brücke diente den auf beiden Seiten der Elbe liegenden Heeren als Verbindung. Tilly hatte dann während der Belagerung der Stadt Magdeburg zeitweise sein Hauptquartier in Westerhüsen. Die Belagerung endete mit der als Magdeburger Hochzeit bekannt gewordenen Zerstörung der Stadt.
Der weitere Verbleib der Fähre ist unklar. Vermutlich wurde sie von Magdeburg beschlagnahmt und beim Bau einer Schiffsbrücke eingesetzt, die die zerstörte Strombrücke der Altstadt provisorisch ersetzte.
Über lange Zeit verfügte das zeitweise auch völlig entvölkerte Westerhüsen dann über keine Fähre. Zunächst ging wieder die Salbker Klosterfähre in Betrieb. Bedingt durch die Ortsveränderlichkeit der Fähre erwies sie sich jedoch auf Dauer als zu unzuverlässig. 1690 erfolgte dann die Anschaffung einer Gemeindefähre. Der Propst des Klosters Unser Lieben Frauen, Dr. Müller beschwerte sich daraufhin bei der Domvogtei. Er führte an, dass die Fähre Westerhüsen zu einer Existenzgefährdung der zum Kloster gehörenden Klosterfähre führen würde. In dem sich anschließenden Rechtsstreit sagte der 79-jährige Westerhüsener David Koch aus, das es schon vor dem Dreißigjährigen Krieg zwei Fähren gegeben hatte, ohne dass eine in ihrer Existenz bedroht gewesen wäre. Der Protest des Propstes wurde daraufhin abgewiesen.
Die Fähre war damals eine sogenannte Schrickfähre. Sie bestand aus einem Boot, welches von zwei bis drei Fährknechten mit Staken über die Elbe gestakt (geschrickt) wurde. Bei günstigem Wind diente ein Segel zur Unterstützung. Soweit Reparaturen an den Magdeburger Brücken erforderlich wurden, wurden die Elbfähren der Dörfer auch zu Reparaturzwecken in Magdeburg eingesetzt. Nach dem am 17. Februar 1768 die Lange Brücke in Magdeburg durch Eisgang zerstört worden war und eine 51 Ellen lange Lücke aufwies, übernahmen die Fähren Westerhüsen und Hohenwarte den Verkehr vor der Magdeburger Altstadt, bis die Brücke am 23. März wiederhergestellt war. Gleiches geschah als der zweite Pfeiler der Magdeburger Strombrücke am 1. März 1803 zerstört wurde und in der Brücke eine 86 Fuß lange Lücke klaffte.
Von 1715 bis 1873 befand sich südlich der Fähre die Schiffsmühle Westerhüsen mit einem kleinen Mühlenhafen. Um 1750 sind als Pächter der Fähre der Westerhüsener Joachim Scheffelmann und der Salbker Christoph Sibke überliefert. Sie hatten eine jährliche Pacht von insgesamt 30 Talern zu zahlen. Außerdem hatte die Fähre nach der Heuernte die Schafherde der Gemeinde kostenlos überzusetzen. Den Anwohnern war es verboten, gegen Entgelt Personen über den Fluss zu bringen. Allerdings kam es immer wieder auch zu Übertretungen dieses Verbots, woraus sich Rechtsstreitigkeiten ergaben. So wurde Klage gegen die Betreiber der Klosterfähre geführt, da diese Privatleute und Fuhrwerke übergesetzt habe, was nur der Fähre Westerhüsen zustehe. Tatsächlich entschied der Domvogt im Sinne der Westerhüser Fähre und verbot sowohl der Klosterfähre als auch sonstigen Privaten solche Schwarzfahrten. Der Westerhüser Schöppe Moritz Johann Böckelmann wurde beauftragt, erforderlichenfalls Buße zu nehmen und den Kahn zu beschlagnahmen.
Während des Siebenjährigen Kriegs wurde 1760 das Fährgeld erhöht. Einheimische Fuhren kosteten danach acht Groschen, von Auswärtigen wurden zwölf Groschen genommen. Die Eigentümer der Elbwiesen, insbesondere der Dekanatswiesen und des Greifenwerders, protestierten gegen die Erhöhung, da sie befürchteten, keine Pächter mehr zu finden oder zumindest die Pacht niedriger ansetzen zu müssen. Die durch die Fähreinnahmen der Gemeinde Westerhüsen bzw. den Betreibern zufließenden Gewinne erregten in der näheren Umgebung Aufmerksamkeit. Insbesondere auch Salbker Bürger bewarben sich regelmäßig um die Anpachtung der Fähre und erhielten auch mehrfach den Zuschlag. Die Gemeinde Salbke beantragte dann gegen einen Zahlung von 100 Talern Miteigentümer werden zu dürfen. Tatsächlich wurde so verfahren. Am 12. Februar 1763 verpachteten beide Gemeinden die Fähre erstmals gemeinsam für eine Jahrespacht von 55 Talern an Joachim Uebe. Die Verpachtung der Fähre wurde öffentlich durch Aushänge in den Gemeindekrügen von Westerhüsen, Salbke und Frohse ausgeschrieben.
Um 1760/1770 kam es zu einem schweren Fährunglück. Wegen eines heraufziehenden Gewitters eilten viele Personen und auch Heufuhren auf die Fähre, um noch schnell zum anderen Elbufer zu gelangen. Als sich die überladene Fähre in der Strommitte befand, kam ein schwerer Sturm auf. Die Fährleute verloren die Kontrolle über das Boot. Eine Ankerkette riss. Die Fähre trieb schnell ab und stürzte bei einer starken Sturmböe um. Viele Menschen ertranken, nur wenige konnten sich retten.
Die Verpachtung ab dem Jahr 1808 erfolgte an die Westerhüsener Heinrich Gottfried Uebe und Gottfried Sebastian Uebe für 70 Taler jährlich. Die öffentliche Versteigerung fand im Westerhüser Gemeindekrug statt. Besondere Regelungen des Pachtvertrages sahen vor, dass das Waschen der Schafe der Gemeindeherden auf der Fähre unentgeltlich zu gestatten war. Auch waren beide Herden samt Schäfer kostenlos überzusetzen. Bei der Gestaltung des Fährgeldes war zu beachten, dass der günstigere Fährpreis für Einheimische auch für die Pächter des Präpositur- und Greifenwerders galt, selbst wenn diese eigentlich Auswärtige sein sollten.
Im Frühjahr 1813 befahl der französische Gouverneur der Festung Magdeburg sämtliche Schiffe und Fähren dorthin zu bringen. So musste auch die Westerhüser Fähre abgeliefert werden. Das Schiff wurde letztlich vollständig zerstört, so dass nach Abzug der französischen Truppen eine neue Fähre angeschafft werden musste. Die dafür entstandenen Kosten von 741 Talern wurden von den beiden Gemeinden und dem Fährpächter Martin Böckelmann zu gleichen Teilen übernommen. Überliefert ist, dass am 12. Februar 1834 Michael Brandt und Christian Linde die Fähre für 70 Taler auf drei Jahre pachteten.
1850 wurde der Fährverkehr mit einer Querfähre aufgenommen, die an einer Kette den Fluss überquerte und je nach Stellung des Schiffes nach links oder rechts von der Strömung getrieben wurde. Die Kette wurde über zwei Rollen an der Bordwand geführt und über zwei Winden auch betätigt. Mit Aufkommen der Kettenschifffahrt stellte jedoch die dazu quer verlaufende Kette der Fähre ein besonderes Hindernis für den Schiffsverkehr dar. Es erfolgte daher später eine Umrüstung zur noch heute genutzten Form der Gierseilfähre.
Die jahrhundertealte Konkurrenz zur Klosterfähre fand Mitte des 19. Jahrhunderts ihr Ende, da mit Einstellung der Bewirtschaftung des Klostergutes auch die Fähre nicht mehr weiter betrieben wurde. In Salbke wurde daraufhin jedoch für etwa 100 Jahre eine Kahnfähre betrieben.

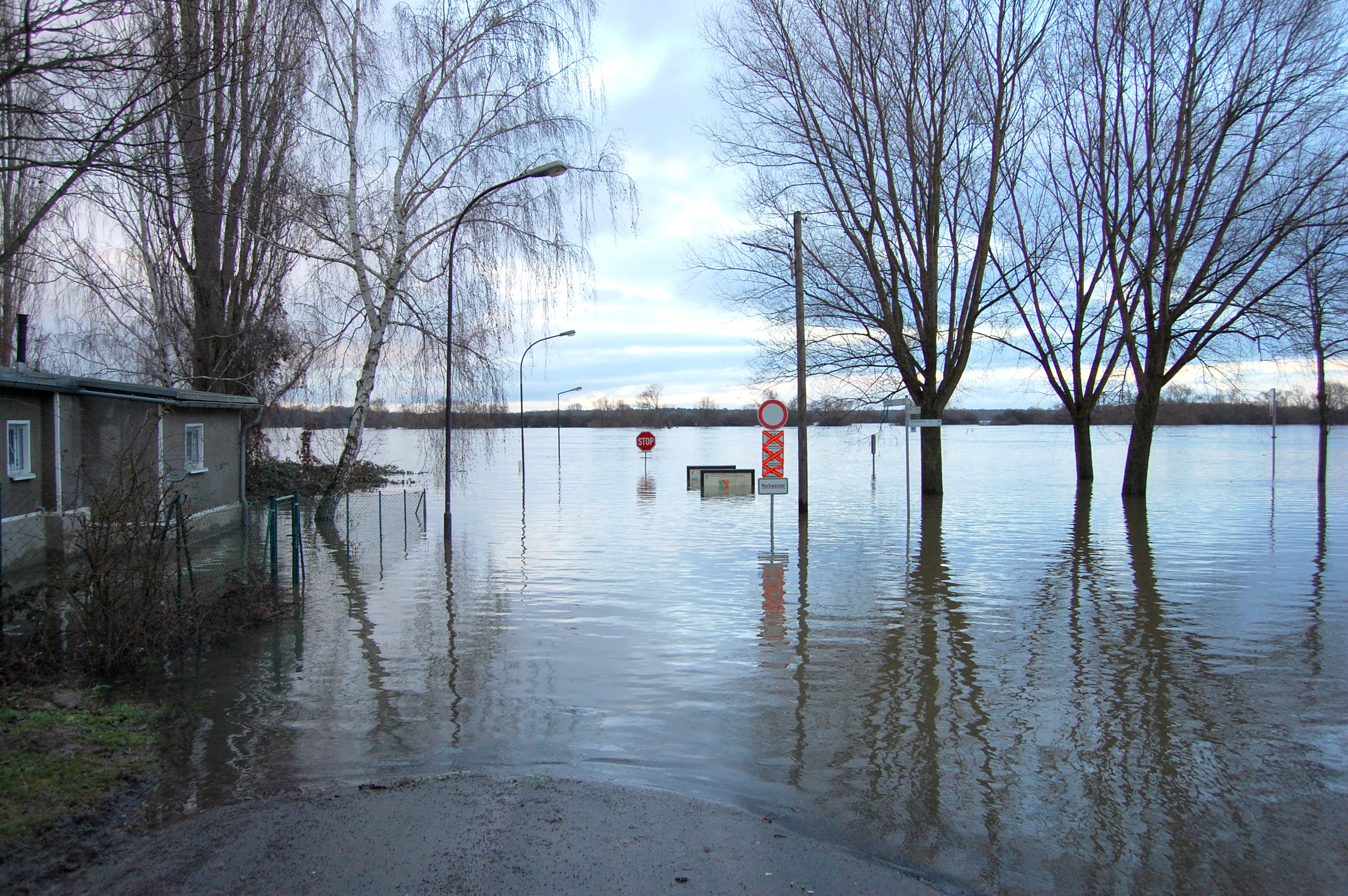
Hochwasser an der Fährstelle im Januar 2011

1876 führte die Elbe extremes Hochwasser, eine unterhalb der Kirche in der Ufermauer noch heute vorhandene Wasserstandsmarke zeigt den höchsten Stand des Hochwassers. Obwohl der Fährbetrieb mit der regulären Fähre eingestellt werden musste, fuhr man jedoch mit einem Kahn direkt bis zum weit entfernt liegenden Randauer Deich. 1892 wurde ein, in der unmittelbar nördlich der Fähre damals gelegenen Gerloff-Werft, aus Holz gebautes neues Fährschiff in Betrieb genommen, welches 1933 gegen eine erste aus Metall gebaute Fähre ausgetauscht wurde. Im Jahr 1913 übte deutsches Militär im unmittelbaren Umfeld der Fähre das Übersetzen eines Geschützes über die Elbe.
Am 13. April 1945 wurde der Bereich der Fährstelle zum Kriegsschauplatz im Zweiten Weltkrieg. Der Fährverkehr war eingestellt. Die Fähre soll dann auf dem Ostufer festgelegt worden sein. Von Westen nach Magdeburg eingerückte US-amerikanische Truppen versuchten in diesem Bereich eine Pontonbrücke über die Elbe zu schlagen. Die Brücke wurde jedoch noch vor Fertigstellung von deutscher Artillerie zerstört. Mehrere Soldaten verloren ihr Leben. Der bereits rechtselbisch eingerichtete amerikanische Brückenkopf musste daraufhin zunächst nach Süden verlegt und später ganz aufgegeben werden.

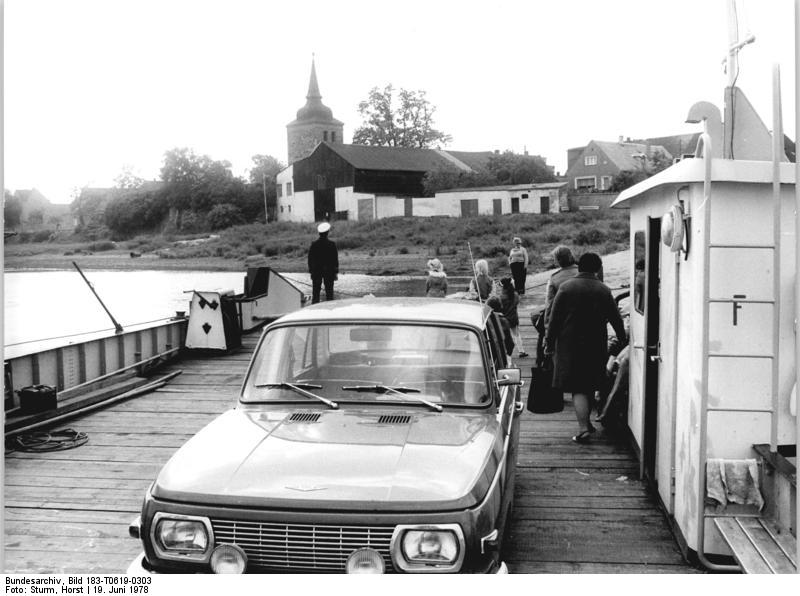
Fähre Westerhüsen im Jahr 1978

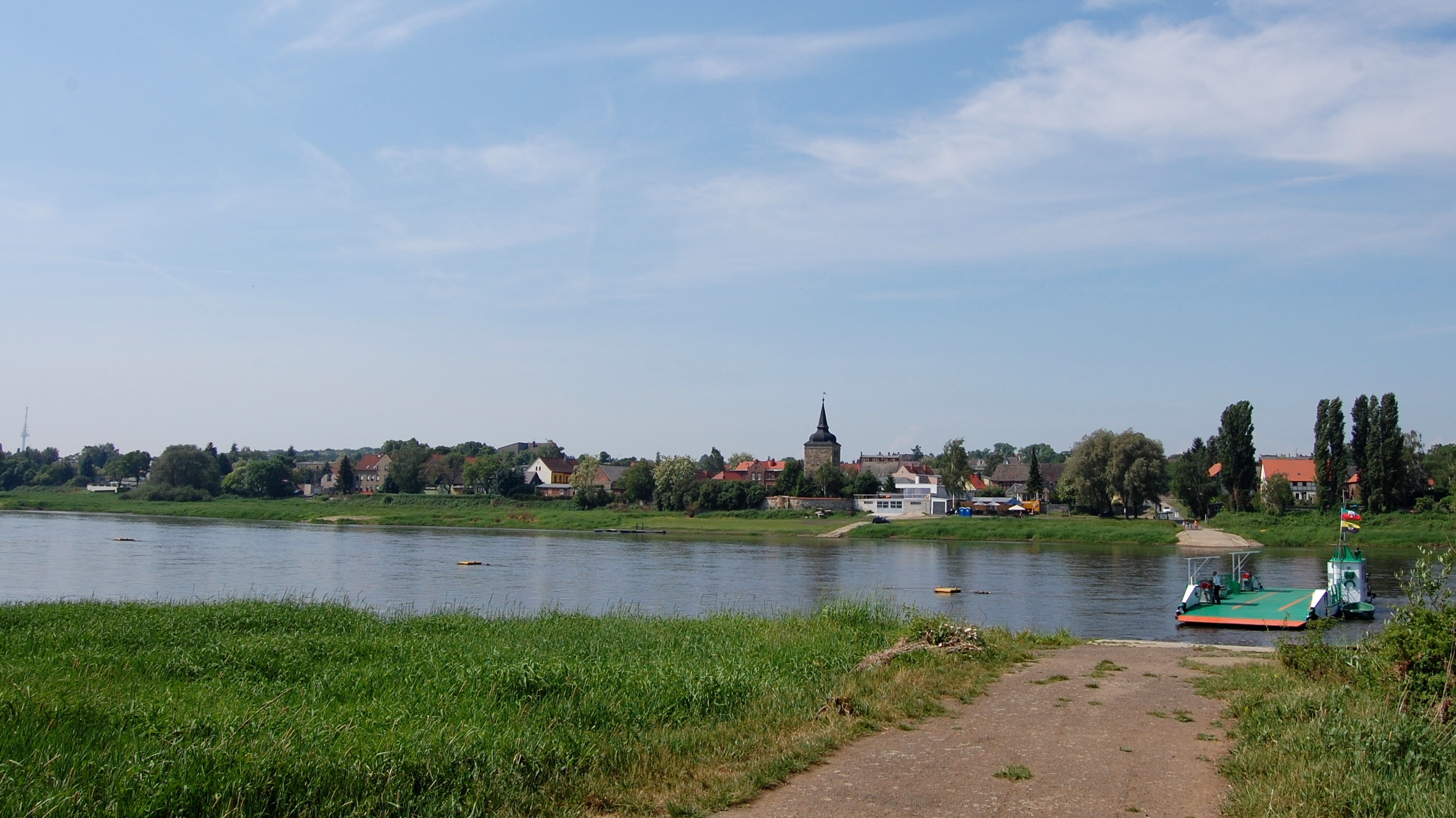
Blick auf Westerhüsen, rechts die Fähre Westerhüsen kurz vor dem Ostufer, 2011

Im März 1953 übernahm der VEB (K) Magdeburger Verkehrsbetriebe die Fähre, der seit 1948 als Fährpächter tätige Walter Gerloff blieb jedoch Fährmeister. Da der Boden der Fähre erneuerungsbedürftig war, wurde das Fährschiff zur Erneuerung in die Werft Aken geschleppt. Aushilfsweise wurde der Fährbetrieb durch eine Motorfähre versehen. Am 22. Januar 1954 war dann das instandgesetzte Schiff zurück und versah seinen Dienst wieder als Gierfähre.
In der Zeit der DDR diente die Fähre vor allem der in Westerhüsen ansässigen LPG „Freie Erde“ um die ostelbisch gelegenen etwa 150 Hektar umfassenden Wiesen und Weiden zu erreichen. Auch die LPG Dodendorf nutzte Fähre und Weiden. Ostelbisch lebende Mitarbeiter des unmittelbar nördlich der Fähre westelbisch gelegenen Werks Fahlberg-List setzten mit der Fähre über. Zwischen 5.30 Uhr und 23.00 Uhr fuhr die Fähre 52-mal am Tag hin und her. Die Fähre war von April bis November in Betrieb. Während bei Hochwasser der Fährbetrieb eingestellt wurde, wurde die Fährverbindung auch bei extremen Niedrigwasser noch betrieben, so im Sommer 1976 bei einem Wasserstand von lediglich 68 cm.
Zu einem Unglücksfall kam es am 8. August 1987. Von der rechten Elbseite wollte ein Pferdegespann übersetzen. Auf dem Gespann befanden sich sieben Fahrgäste, die eine Brigadefahrt unternahmen. Die mit zwei Pferden bespannte Kutsche rutschte bei der Annäherung an die Fährstelle in die Elbe. Die Fahrgäste, darunter ein zwölfjähriges Kind, konnten sich schwimmend retten. Die beiden Pferde ertranken jedoch, da Versuche sie schnell auszuspannen scheiterten. Ursache für das Unglück soll eine Fahruntüchtigkeit des Kutschers gewesen sein. Er soll während der Fahrt erhebliche Mengen Alkohol getrunken und letztlich einen Blutalkoholgehalt von 3,0 Promille gehabt haben. Der Kutscher wurde zu einer Freiheitsstrafe von acht Monaten und einem Schadensersatz von 14.000 Mark verurteilt.
Seit Schließung von LPG und Chemiewerk nach der politischen Wende des Jahres 1989 ist die Funktion der Fähre eher touristischer Natur. Im Jahr 2014 wurde der Anleger auf der linken Elbseite erneuert. Der Fährbetrieb war während der Arbeiten eingestellt.

## Sagen
Die Fähre Westerhüsen ist auch Gegenstand von Sagen. So wird sie in der Sage vom Schatz in der Teufelsküche bei Westerhüsen erwähnt. Nach der Sage von Wiesenwärters Marie spukt es zu Mitternacht an der Fähre. Der Wiesenwärter des Greifenwerders hatte nach der Sage eine schöne Tochter Marie. Sie lebten in einem kleinen Haus auf der Wiese im sogenannten Greifenwerder, rechtselbisch weiter südlich der Fähre. Marie verliebte sich in einen jungen Jägerburschen der beim Kreuzhorst-Förster, wohl im Gut Kulenhagen lebte und arbeitete. Als der junge Mann als Unterförster in ein Dorf hinter Magdeburg versetzt wurde, entschloss man sich noch vor Ostern zu heiraten. Ende Februar besuchte der junge Mann nochmals Marie. Am Abend wollte er wieder nach Haus. Der alte Wiesenwärter warnte ihn vor den auf den Wiesen stehenden Lachen. In vielen Senken der Wiesen stand von einer Eisschicht bedecktes Wasser. Marie bat ihn lieber nicht zu gehen, doch er machte sich auf den Weg. Nach kurzer Zeit hörten Marie und ihr Vater seine Schreie und Hilferufe. Sie liefen raus und schrien Holla hoh, doch er antwortete nicht mehr. Erst am Morgen entdeckten sie seine Leiche, eingebrochen in einen Lachen. Marie verlor daraufhin den Verstand und lief fortan jede Nacht über die Wiese und rief Holla hoh, bis auch sie verstarb. Seither wird berichtet, dass sie auch noch nach ihrem Tod Nachts als weiße Gestalt auf der Elbwiese erschien und „Holla hoh“ rief. Der alte Fährmann Brandt soll berichtet haben, dass er des Nachts mit „Holla hoh, hol´ über!“ gerufen worden wäre, er dann aber auf der Kreuzhorster Elbseite niemanden antraf. Als er dem Rufen dann folgte, habe er die weiße Gestalt gesehen. Er ging der Gestalt nach und wäre dabei fast in einen Lachen gestürzt. Seitdem habe er das Rufen zwar tausende Male vernommen, habe es dann aber ignoriert. Als ein möglicher realer Anknüpfungspunkt für die Sage wird der Tod der Magd Dorothee Bosen im Jahr 1702 vermutet.

## Pächter der Fähre ab 1850
Um 1850 war der Gastwirt der Westerhüser Gaststätte Goldenes Schiff, Heinemann auch Pächter der Fähre. Auf ihn folgte für sechs Jahre Karl Knie. Er übergab für zunächst sechs Jahre an den Gastwirt der Gaststätte Elbschlösschen, Friedrich Müller. Dann übernahmen für jährlich 1650 Mark die Brüder Wilhelm und Friedrich Eins die Fähre, bevor wieder Friedrich Müller, für diesmal 12 Jahre die Fähre betrieb. Für lediglich 2½ Jahre war der aus Salbke stammende Steinbeck tätig, dem für 9½ Jahre und eine jährliche Pacht von 750 Mark Gustav Constabel folgte. Im Anschluss hatte der Wiesenwärter Hahn die Fähre bis 1910 zur Pacht. Fährmeister Wilhelm Meinecke betrieb von 1910 bis 1930 die Fähre, die dann durch die Familie Gerloff weitergeführt wurde. Zunächst, von 1930 bis zu seinem Tode 1936, war Fritz Gerloff der Fährpächter. Seine Witwe Anna Gerloff blieb Pächterin, den Dienst als Fährmann versah jedoch dann Walter Gerloff, der schließlich 1948 auch Pächter wurde. Nach der Übernahme durch die Magdeburger Verkehrsbetriebe 1953 blieb Walter Gerloff Fährmann.